# Boschniakia himalaica
Boschniakia himalaica là loài thực vật có hoa thuộc họ Cỏ chổi. Loài này được Hook.f. & Thomson mô tả khoa học đầu tiên năm 1884.